# Groupe de la mer de Ross
Vous lisez un « bon article » labellisé en 2016.

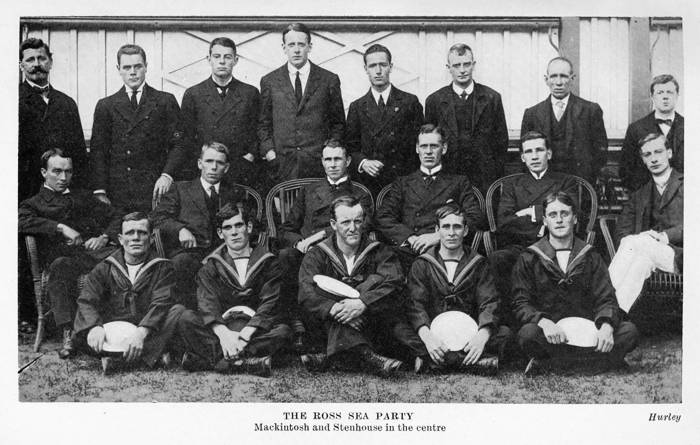
Le « groupe de la mer de Ross » peu avant le départ en expédition. Dans la rangée du fond à partir de l'extrême-gauche : Ernest Joyce, Victor Hayward, John Cope et Arnold Spencer-Smith. Au centre : Æneas Mackintosh est le troisième depuis la gauche et Joseph Stenhouse le quatrième.

Le « groupe de la mer de Ross » (en anglais : Ross Sea party) est une composante de l'expédition Endurance (1914-1917) d'Ernest Shackleton. Sa tâche est de mettre en place une série de dépôts d'approvisionnement à travers la barrière de Ross de la mer de Ross au glacier Beardmore, le long d'une route polaire établie par les expéditions précédentes en Antarctique. L'équipe principale de l'expédition, le « groupe de la mer de Weddell » dont Shackleton fait partie, doit débarquer à l'opposé, en mer de Weddell afin de traverser le continent via le pôle Sud. Comme le groupe principal est incapable de transporter assez de provisions sur toute la distance, sa survie dépend des dépôts du second groupe, qui couvre le dernier tiers du voyage.
Shackleton part de Londres sur son navire Endurance à destination de la mer de Weddell en août 1914. Pendant ce temps, le « groupe de la mer de Ross » se réunit en Australie, prêt à partir pour la mer de Ross dans le second navire d'expédition, l'Aurora. Des problèmes organisationnels et financiers retardent le départ du groupe jusqu'en décembre 1914, ce qui raccourcit sa première saison de mise en place de dépôts. Après son arrivée, le groupe inexpérimenté lutte pour maîtriser les déplacements en Antarctique et y perd la plupart des chiens de traîneau. Une catastrophe se produit lorsque, au début de l'hiver austral, l’Aurora perd ses amarres pendant une violente tempête et est incapable de revenir, laissant des hommes isolés à terre.
Malgré ces revers, le « groupe de la mer de Ross » survit aux différends entre les hommes, aux conditions météorologiques extrêmes, à la maladie et à la mort de trois de ses membres, et mène à bien sa mission en totalité au cours de la deuxième saison. Ce succès s'avère inutile, car l'autre groupe de Shackleton n'a pas pu débarquer après que l’Endurance fût bloqué puis écrasé dans les glaces de la mer de Weddell. Shackleton conduit finalement ses hommes en sécurité, mais la marche transcontinentale n'a pas eu lieu et les dépôts en mer de Ross ne sont pas utilisés. Le « groupe de la mer de Ross » reste bloqué jusqu'en janvier 1917, lorsque l’Aurora, réparé et remis en état en Nouvelle-Zélande, arrive pour le sauver. La reconnaissance publique de ses efforts est lente à venir, mais en temps voulu quatre membres de l'équipe reçoivent la médaille Albert, dont deux à titre posthume. Shackleton écrit plus tard que ceux qui sont morts « ont donné leur vie pour leur pays aussi sûrement que ceux qui ont donné leur vie en France ou en Flandre »,.

## Contexte
- Le voyage de l’Endurance
- La dérive de l’Endurance pris dans les glaces
- Après que le navire a coulé, dérive sur le pack et voyage en canot vers l'île de l'Éléphant
- Le voyage du canot James Caird jusqu'en Géorgie du Sud
- Le trajet de l'expédition tel qu'il était prévu à l'origine
- Le voyage de l’Aurora
- La prise dans le pack de l’Aurora et son remorquage, laissant sur place une partie de l'équipe
- La mise en place des dépôts de provisions

L'expédition Endurance sur une carte de l'Antarctique tel qu'il est connu de nos jours.

Après la conquête du pôle Sud par Roald Amundsen en décembre 1911, Ernest Shackleton, qui visait jusqu'alors le même objectif, est contraint de repenser ses ambitions polaires. Il considère qu'il ne reste alors qu'un seul « grand objectif des expéditions en Antarctique : la traversée du continent austral de la mer à la mer ». Basant sa stratégie sur les plans développés plus tôt par l'explorateur écossais William Speirs Bruce, Shackleton prévoit de débarquer avec sa principale équipe aussi loin que possible vers le sud, sur la côte de la mer de Weddell. L'équipe doit ensuite rallier à pied le pôle Sud, avant de poursuivre sur le plateau polaire et de descendre par le glacier Beardmore jusqu'à la Grande barrière de glace. Il s'agirait enfin, dans une dernière étape, de traverser la Grande barrière jusqu'à l'île de Ross, dans le détroit de McMurdo sur la côte de la mer de Ross,.
Shackleton estime que la marche transantarctique couvrirait environ 2 900 kilomètres, une distance trop grande pour que son équipe puisse transporter tout son matériel et ses provisions elle-même. En appui de l'équipe principale, il ajoute par conséquent une équipe secondaire distincte basée du côté de la mer de Ross qui doit installer une série de dépôts d'approvisionnement sur toute la largeur de la Grande barrière, soit 640 kilomètres. Cette dernière équipe doit également mener des recherches scientifiques. Shackleton qualifie l'installation des dépôts de vitale pour le succès de toute l'entreprise, mais il estime qu'elle ne devrait pas présenter de grandes difficultés dans son exécution. Le navire de ce « groupe de la mer de Ross » sera l’Aurora, un navire récemment utilisé par Douglas Mawson pour l'expédition antarctique australasienne (1911-1914).

## Composition
Après avoir tenté en vain de persuader l'Amirauté britannique de lui fournir un équipage de la Royal Navy, Shackleton choisit Æneas Mackintosh pour diriger le « groupe de la mer de Ross », c'est-à-dire la seconde équipe. Mackintosh, comme Shackleton, est un ancien officier de la marine marchande, qui participe à l'expédition Nimrod (1907–1909) jusqu'à ce qu'il doive quitter l'aventure à la suite d'un accident qui entraîne la perte de son œil droit. Un autre vétéran de cette expédition, Ernest Joyce, dont l'expérience de l'Antarctique commence au tout début du siècle avec l'expédition Discovery (1901-1904) de Robert Falcon Scott, est choisi pour prendre en charge les traîneaux et les chiens. Joyce est décrit par le biographe de Shackleton, Roland Huntford, comme un « étrange mélange d'imposture, de flamboyance et de compétence », mais son travail de mise en place de dépôts lors de l'expédition Nimrod avait impressionné Shackleton. Ernest Wild, un maître de la Royal Navy, fait également partie de l'équipe, peut-être grâce à l'entremise de son frère Frank Wild qui participe au premier groupe en tant que commandant en second de Shackleton sur l’Endurance.
Certains des engagements au sein du groupe sont réalisés plutôt hâtivement, à cause du temps limité que Shackleton choisit d'accorder à cette étape préliminaire. Joseph Stenhouse, un jeune officier de la British-India Steam Navigation Company basé en Australie, est nommé commandant de l’Aurora après être venu jusqu'à Londres plaider directement sa cause auprès de Shackleton. Le révérend Arnold Spencer-Smith, un prêtre de l'Église épiscopalienne écossaise et ancien maître d'école, rejoint l'expédition en remplacement de l'un des membres qui avait repris le service actif pour la Première Guerre mondiale. Victor Hayward, un employé de banque londonien qui rêve d'aventure, est recruté sur la simple base d'une précédente expérience dans un ranch au Canada.
Bien que le rôle principal du « groupe de la mer de Ross » consiste à mettre en place des dépôts d'approvisionnement, Shackleton y adjoint une petite équipe scientifique pour mener à bien des recherches en biologie, en météorologie et en magnétisme. Le chef de cette équipe est Alexander Stevens, un géologue écossais et ancien théologien. John Cope, un diplômé de Cambridge âgé de 21 ans, est le biologiste de l'équipe. Il souhaite poursuivre des études en médecine, et devient effectivement plus tard chirurgien de marine. Deux autres scientifiques sont recrutés en Australie, le physicien Richard W. « Dick » Richards — qui signe pour un salaire symbolique de 1 £ par semaine — et le chimiste Keith Jack. Un cousin australien d'Arnold Spencer-Smith, Irvine Gaze, est également engagé comme homme à tout faire.

## Problèmes en Australie
Mackintosh et les principaux membres du groupe arrivent à Sydney, en Australie, à la fin du mois d'octobre 1914. Ils constatent que l’Aurora n'est pas en état de voyager en Antarctique et exigent une révision générale. L'immatriculation du navire au nom de Shackleton n'est pas correctement faite. En outre, il semble y avoir eu une certaine confusion quant aux termes du contrat d'acquisition du navire auprès de Douglas Mawson : celui-ci reste propriétaire d'une grande partie de l'équipement et des provisions qui sont à bord, dont des instruments de navigation essentiels, ce qui oblige à tout remplacer,. La situation est d'autant plus compliquée que Shackleton a auparavant réduit les fonds confiés à Mackintosh de 2 000 £ à 1 000 £, lui demandant de combler la différence en tentant d'obtenir des fournitures gratuites sous forme de cadeaux, mais aussi en hypothéquant le navire. Mackintosh manque donc de trésorerie pour couvrir les salaires et les frais de subsistance pour le groupe.
Shackleton n'est alors plus joignable car il est à bord de l'Endurance en route pour l'Antarctique. En Australie, certains soutiens de l'expédition comme Edgeworth David, ancien directeur scientifique de l'expédition Nimrod, sont préoccupés par la situation difficile dans laquelle se trouve le groupe de Mackintosh. Ils parviennent à réunir suffisamment de fonds pour poursuivre l'expédition, mais plusieurs membres de l'équipe démissionnent ou abandonnent le projet. Leur remplacement de dernière minute oblige à recruter des hommes dépourvus de toute expérience : est engagé ainsi comme mécanicien en second un certain Adrian Donnelly, un spécialiste des locomotives qui n'a jamais pris la mer, tandis que l'opérateur radio Lionel Hooke est un apprenti électricien âgé de 18 ans.

Carte de l'île de Ross montrant le détroit de McMurdo, la péninsule de Hut Point et la langue de glace Erebus se prolongeant dans la baie Erebus.

Malgré toutes ces difficultés, les progrès sont suffisants pour que l’Aurora quitte Sydney pour Hobart le 15 décembre 1914, où il fait halte le 20 décembre afin d'embarquer les dernières provisions et le carburant. Le 24 décembre, soit trois semaines plus tard que prévu, l’Aurora met le cap vers l'Antarctique, et arrive en vue de l'île de Ross le 16 janvier 1915. Mackintosh décide d'établir son camp de base au cap Evans, là où avait été installé le camp de base de Robert Falcon Scott lors de l'expédition Terra Nova (1910-1913), et il cherche un amarrage sécurisé à proximité pour que l’Aurora puisse y hiverner.

## Première saison (1914-1915)

### Mise en place de dépôts
Estimant que Shackleton pourrait tenter une traversée dès la première saison, Mackintosh décide que les deux premiers dépôts doivent être mis en place sans délai : l'un à 79°S près de Minna Bluff, un point de repère sur la Grande barrière, et l'autre plus au sud à la latitude de 80°S. C'est, d'après lui, le minimum pour permettre au groupe de Shackleton de survivre à un franchissement de la barrière de glace. 
Cependant, l'arrivée tardive de l’Aurora dans l'Antarctique n'a laissé que peu de temps pour acclimater les chiens et former les hommes non qualifiés : cette situation conduit à des différences de points de vue sur la meilleure façon de procéder. Ernest Joyce, qui est de loin le plus expérimenté de toute l'équipe concernant la vie en Antarctique, est partisan d'une approche prudente et veut retarder le départ d'au moins une semaine,. Il affirme que Shackleton lui a laissé carte blanche quant aux activités liées à la marche et aux traîneaux,, ce que conteste Mackintosh et qui s'avère en effet faux. L'avis de Mackintosh prévaut finalement, et la première équipe part vers la Grande barrière le 24 janvier 1915 ; les deux autres équipes se lancent le lendemain. Cependant Joyce et Mackintosh sont aussi en désaccord sur la latitude maximum que les chiens peuvent atteindre. Joyce souhaite qu'ils ne dépassent pas Minna Bluff, mais devant l'urgence, Mackintosh exige qu'ils parviennent jusqu'au dépôt suivant, à 80°S. Par ailleurs, le groupe échoue dans sa tentative de transporter des vivres grâce à un tracteur à moteur. 
Les dépôts sont finalement mis en place à Minna Bluff et à la latitude 80°S, non sans difficultés. Toutes les provisions n'atteignent pas leur dépôt. Lorsque les trois équipes se retrouvent à Hut Point le 25 mars, les hommes sont épuisés et souffrent de gelures. Leur confiance envers Mackintosh est sérieusement entamée. L'état de la banquise dans le détroit de McMurdo rend impossible leur retour vers le cap Evans dans l'immédiat, de sorte qu'ils doivent rester sur place jusqu'au 1er juin ; leurs conditions de vie sont extrêmement difficiles et ils doivent chasser des phoques pour leur viande et leur graisse.
Ce n'est que beaucoup plus tard qu'il s'avère que cette première expédition de pose de dépôts, jalonnée de tant de difficultés, est inutile. Shackleton avait en effet indiqué dans un courrier envoyé de Géorgie du Sud à Ernest Perris du Daily Chronicle qu'il n'y avait « aucune chance [qu'il traverse] cette saison-là ». Ce courrier était parti le 5 décembre 1914, date à laquelle l’Endurance a quitté la Géorgie du Sud pour la mer de Weddell : Mackintosh devait en être informé, mais le câble ne lui a jamais été envoyé.

### Perte de l’Aurora

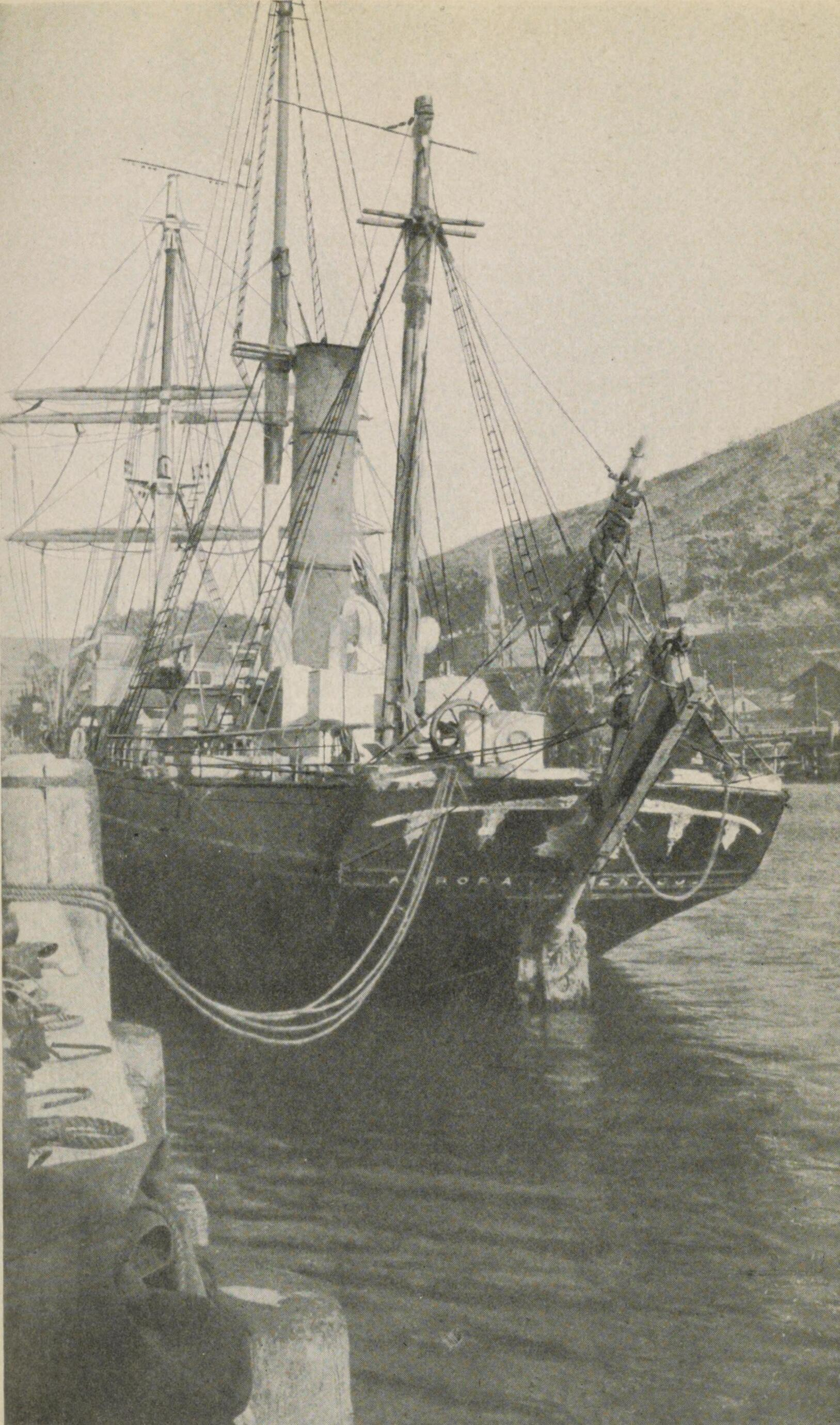
L’Aurora à quai en Nouvelle-Zélande après sa dérive.

Lorsque Mackintosh part le 25 janvier 1915 pour prendre la tête des équipes de pose de dépôts, il laisse l’Aurora sous le commandement du second Joseph Stenhouse. La tâche prioritaire pour Stenhouse est de trouver un mouillage pour hiverner en conformité avec les instructions de Shackleton de ne pas tenter de s'ancrer au sud de la langue de glace Erebus, qui sépare en deux la baie Erebus à mi-chemin entre le cap Evans et Hut Point, afin de ne pas rester pris dans la glace — une mésaventure qui s'est produit lors d'une précédente expédition. Cette recherche s'avère longue et dangereuse. Stenhouse manœuvre dans le détroit pendant plusieurs semaines avant de décider de passer l'hiver à proximité du camp de base sur la côte du cap Evans. Après un ultime passage à Hut Point le 11 mars pour récupérer quatre hommes appartenant aux équipes de pose de dépôts qui rentrent avant les autres, il retourne à Cape Evans où il ancre le navire et sécurise sa position avec des aussières : l'Aurora est désormais pris dans les glaces.
Dans la nuit du 7 mai, une énorme tempête se déclare, cassant les amarres de l’Aurora et laissant dériver le navire au gré du « pack ». Les tentatives pour contacter par radio le camp de base sur le rivage échouent ; dix hommes s'y trouvent encore et doivent rester sur place alors que le navire s'éloigne. Avec ses moteurs hors service pour maintenance, l’Aurora entame une longue dérive vers le nord dans la mer de Ross et atteint finalement l'océan Austral. L’Aurora se libère des glaces le 12 février 1916 et se dirige vers la Nouvelle-Zélande pour réparations.

### Improvisation
Comme Mackintosh avait prévu d'utiliser l’Aurora en tant que principal quartier d'habitation de ses hommes, la plus grande partie des effets personnels, des provisions de nourriture, de l'équipement et du carburant sont encore à bord lorsque le navire s'éloigne. À l'exception des rations destinées aux dépôts de Shackleton, qui ont été débarquées auparavant, les dix hommes se retrouvent avec « seulement leurs vêtements sur le dos ». Faute de connaître la localisation du navire ou la date de son retour, les hommes sont obligés d'improviser leur survie et de faire preuve d'ingéniosité pour achever leur tâche de pose de dépôts.
Mackintosh résume ainsi leur situation : « Nous sommes obligés d'envisager la possibilité de rester bloqués ici, sans aide extérieure, pour deux années. On ne peut espérer être retrouvés d'ici-là : nous devons donc conserver et rationner ce que nous avons, et chercher à compenser ce que nous n'avons pas. » Ils se tournent d'abord vers la nourriture et l'équipement laissés par Scott et les expéditions antérieures de Shackleton. Ces fournitures permettent d'improviser des vêtements et des chaussures, tandis que les hommes chassent les phoques pour leur viande et leur graisse. Ernest Joyce taille des vêtements dans une grande toile de tente abandonnée par l'une des expéditions de Scott ; le groupe baptise avec humour son activité du nom de Joyce’s Famous Tailoring Shop (« Célèbre boutique de confection Joyce »). De même, Ernest Wild concocte une sorte de tabac au surnom ironique de Hut Point Mixture, faite de sciure de bois, de thé, de café et de quelques herbes séchées. Par ces moyens, les hommes parviennent à s'équiper pour les voyages vers le Sud qui s'annoncent lors de la deuxième saison. Le dernier jour du mois d’août, Mackintosh relève dans son journal tout le travail qui a été accompli pendant l'hiver, et il conclut par ces mots : « Nous partons demain pour Hut Point. »

## Seconde saison (1915-1916)

L'équipe de Mackintosh sur une carte de l'Antarctique tel qu'il est connu de nos jours.

### Vers le mont Hope
Les activités de la seconde saison sont planifiées en trois étapes. Tout d'abord, tous les vivres pour les dépôts (soit 1 700 kg en tout) doivent être transférés du cap Evans à Hut Point, puis de Hut Point au dépôt de Minna Bluff. À partir de là, une expédition vers le sud doit permettre de regarnir le dépôt de 80°S et de mettre en place ceux des latitudes 81°S, 82°S, 83°S et enfin celui du mont Hope, au pied du glacier Beardmore, à 83°30'S.
Les neuf hommes sont répartis en équipes de trois. La première étape du transport vers Hut Point débute le 1er septembre 1915 et s'achève sans encombre à la fin du mois. La deuxième étape de transport, un aller et retour entre Hut Point et Minna Bluff, s'avère plus problématique, avec des conditions météorologiques défavorables, un terrain difficile sur la Grande barrière et de nouveaux désaccords entre Mackintosh et Joyce sur les méthodes à utiliser. Cette fois, Mackintosh favorise le halage humain (manhauling) tandis que Joyce veut utiliser les quatre chiens disponibles. Mackintosh permet à Joyce de faire comme il l'entend et d'emmener un groupe de six hommes avec les chiens, tandis que lui-même continue à sa manière avec Ernest Wild et Arnold Spencer-Smith. Les méthodes de Joyce s'avèrent plus efficaces en termes de charges transportées et de fatigue des hommes. Le dépôt de Minna Bluff est achevé le 28 décembre.
Le 1er janvier 1916, peu de temps après le lancement de l'expédition principale vers le mont Hope, la panne d'un réchaud Primus conduit à renvoyer trois hommes (Cope, Jack et Gaze) vers le cap Evans où ils retrouvent Stevens. Le scientifique est resté au camp de base pour établir des relevés météorologiques et surveiller un éventuel retour du navire. Les six hommes restants continuent vers le sud, mais Spencer-Smith est rapidement hors de forme et Mackintosh se plaint d'un genou douloureux. Mais ils résistent afin de mener à bien leur tâche, mettant en place les dépôts tout en utilisant uniquement le minimum pour eux-mêmes bien que, sur insistance de Joyce, les chiens soient toujours bien nourris. « Les chiens sont notre seul espoir ; nos vies dépendent d'eux ». Alors qu'ils approchent du mont Hope, Spencer-Smith s'effondre, incapable de continuer. Le 26 janvier 1916, les autres le laissent seul dans une petite tente afin de faire les quelques kilomètres restants pour monter le dépôt final. Ernest Wild lui laisse une lettre pour son frère Frank, dont il pense alors qu'il est en marche dans sa direction depuis la mer de Weddell en compagnie de Shackleton.

### Retour vers le nord et mort de Spencer-Smith

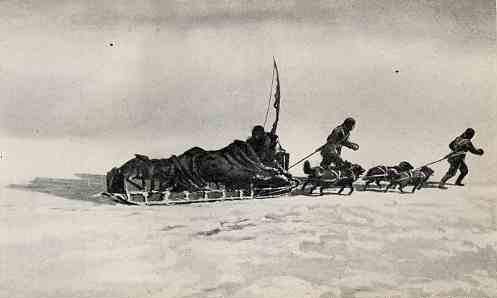
Mackintosh et Spencer-Smith transportés sur un traîneau mené par Joyce et Wild. Illustration du livre de Shackleton.

Le 27 janvier, l'équipe qui a atteint le dépôt final fait demi-tour et repart en direction du nord, récupérant Spencer-Smith deux jours plus tard. Ce dernier est physiquement incapable d'avancer et doit être placé sur le traîneau. Bientôt, Mackintosh devient incapable de tirer l'attelage et ne peut plus qu'accompagner le traîneau. À ce moment-là, le commandement des opérations passe de facto à Joyce et Richards. Joyce résume ainsi la situation : « Je n'ai jamais connu de conditions aussi épouvantables. C'est l'un des trajets les plus difficiles que nous ayons jamais parcouru... tout ce que nous pouvons faire, c'est de travailler dur afin de rentrer au plus vite. »
En dépit des difficultés, l'équipe avance bien jusqu'à être interrompue par le blizzard le 17 février, à environ 16 kilomètres du dépôt de Minna Bluff. Les hommes restent bloqués dans leur tente pendant cinq jours, jusqu'à ce que les provisions soient épuisées. En désespoir de cause, ils quittent leur tente le lendemain mais constatent rapidement que Mackintosh et Spencer-Smith ne peuvent plus avancer. Joyce, Richards et Hayward continuent alors seuls à travers le blizzard jusqu'au prochain dépôt, laissant les malades dans une tente sous la surveillance de Wild. Il leur faut une semaine pour réaliser cette marche d'environ 32 kilomètres. Ils reviennent avec de la nourriture et du carburant pour aider leurs camarades et reprendre la marche. Peu après, Mackintosh doit rejoindre Spencer-Smith sur le traîneau puis Hayward s'effondre à son tour. Les trois hommes encore sur pied sont désormais trop faibles pour transporter les trois invalides : le 8 mars, Mackintosh se porte volontaire pour rester dans la tente tandis que les autres tentent d'emmener Spencer-Smith et Hayward à Hut Point. Spencer-Smith meurt dès le lendemain, usé par la fatigue et le scorbut : il est enterré dans la glace. Joyce et Wild atteignent Hut Point avec Hayward le 11 mars, puis retournent chercher Mackintosh. Le 16 mars, l'ensemble de l'équipe survivante atteint l'abri.
Du départ du cap Evans le 1er septembre 1915 jusqu'au retour des survivants à Hut Point, 198 jours se sont écoulés. Ces hommes viennent donc de réaliser le plus long voyage en traîneau jamais effectué à l'époque.

### Morts de Mackintosh et Hayward
Les cinq survivants se rétablissent lentement en s'alimentant de viande de phoque. La glace est alors trop mince pour risquer un voyage final vers le camp de base du cap Evans et la monotonie de leur régime alimentaire et de Hut Point leur pèsent. Le 8 mai, Mackintosh annonce que Hayward et lui-même vont se risquer à rejoindre le cap Evans. Malgré les vives objections de leurs compagnons, ils partent : avant qu'une heure ait passé, ils sont pris dans une tempête de neige. Après la tempête, les survivants essayent de les retrouver mais constatent avec effroi que leurs dernières traces mènent à un trou dans la glace. Nul ne revoit jamais Mackintosh et Hayward, qui sont probablement tombés à l'eau au travers d'une mince couche de glace, ou bien ont été emportés au large sur de la glace dérivante. Richards, Joyce et Wild attendent jusqu'au 15 juillet pour reprendre leur route vers le cap Evans où ils retrouvent Stevens, Cope, Jack et Gaze, malgré la dangerosité d'une éclipse lunaire partielle qui réduit la luminosité pendant la traversée,.

## Secours

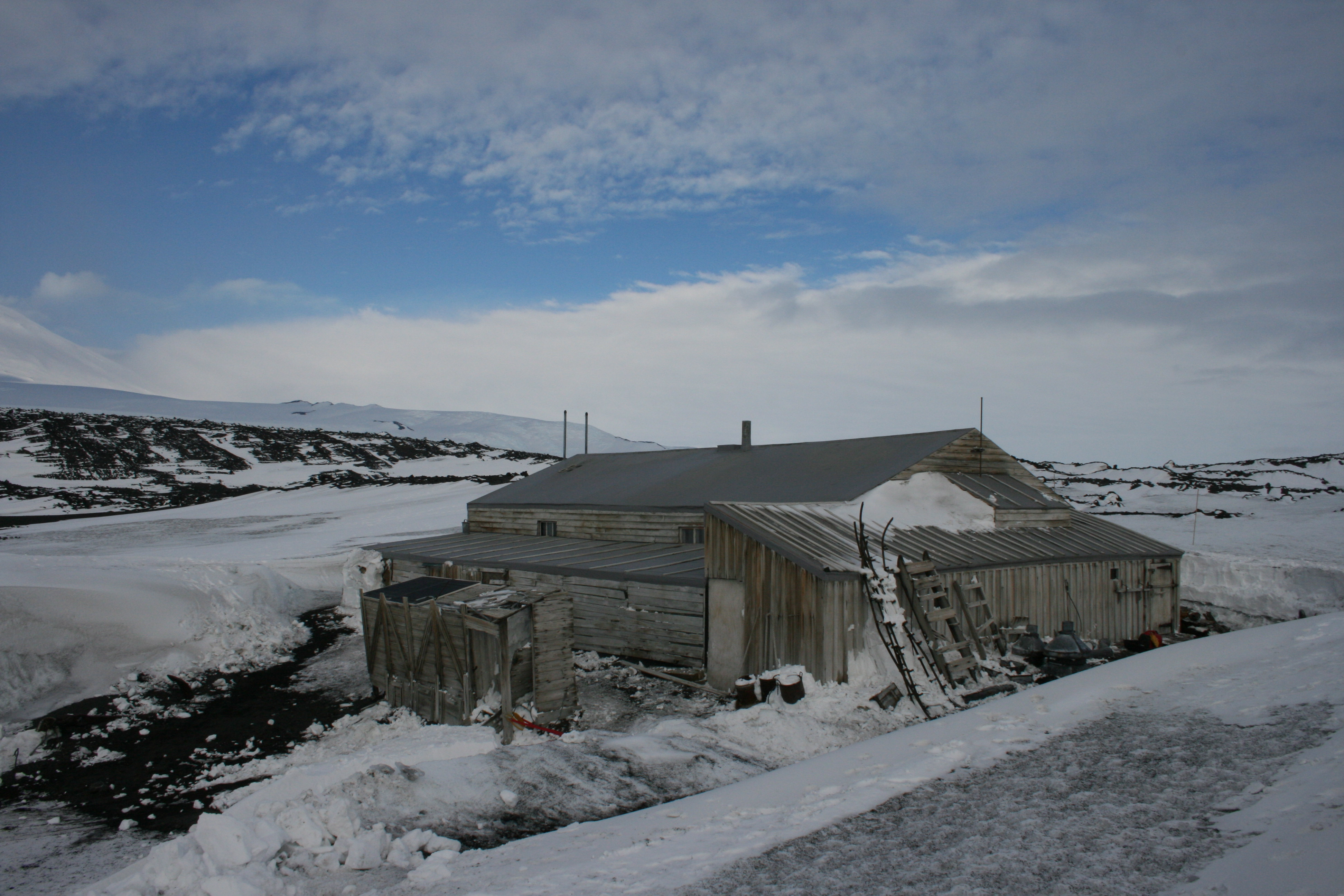
La cabane de Scott, qui sert de camp de base au cap Evans.

Après l'arrivée de l’Aurora en Nouvelle-Zélande en avril 1916, Joseph Stenhouse commence à recueillir des fonds pour faire réparer son navire afin de pouvoir repartir en Antarctique pour sauver les hommes qui ont dû être laissés sur place. Cela s'avère difficile : en l'absence de nouvelles d'Ernest Shackleton depuis que l’Endurance a quitté la Géorgie du Sud en décembre 1914, il semble probable que des expéditions de secours soient nécessaires pour les deux parties de l'expédition. Cependant, l'expédition Endurance n'a plus de fonds disponibles et il n'existe pas d'autre source évidente de financement. Compte tenu de la situation financière chaotique dans laquelle l’Aurora a quitté l'Australie, les mécènes privés sont difficiles à trouver. Néanmoins, les gouvernements de l'Australie, de Nouvelle-Zélande et du Royaume-Uni conviennent conjointement de financer la remise en état du navire, mais insistent via un comité pour avoir le contrôle total de l'expédition de secours.
Le 31 mai, Shackleton arrive aux îles Malouines et fait le récit du naufrage de l’Endurance puis de sa survie mémorable en mer de Weddell. Sa première priorité est d'effectuer le sauvetage du reste du « groupe de la mer de Weddell » sur l'île de l'Éléphant et il n'arrive en Nouvelle-Zélande qu'au début du mois de décembre. C'est trop tardif pour influer sur l'organisation de la seconde expédition de secours en mer de Ross, le comité ayant nommé John King Davis pour diriger l'expédition et écarté d'autres officiers comme Stenhouse. Davis est un vétéran de la récente expédition antarctique australasienne de Douglas Mawson ; en 1914, il avait refusé les offres de Shackleton de prendre le commandement de l’Endurance ou de l’Aurora,. Shackleton est autorisé à naviguer en tant qu'officier surnuméraire lorsque le navire met cap vers le sud le 20 décembre. Le 10 janvier 1917, lorsque l’Aurora atteint le cap Evans, les survivants sont stupéfaits de voir Shackleton à son bord, et comprennent alors l'inutilité de l'exploit qu'ils ont accompli. Après une semaine passée à rechercher en vain les corps de Mackintosh et de Hayward, l’Aurora repart pour la Nouvelle-Zélande avec les sept survivants.

## Bilan

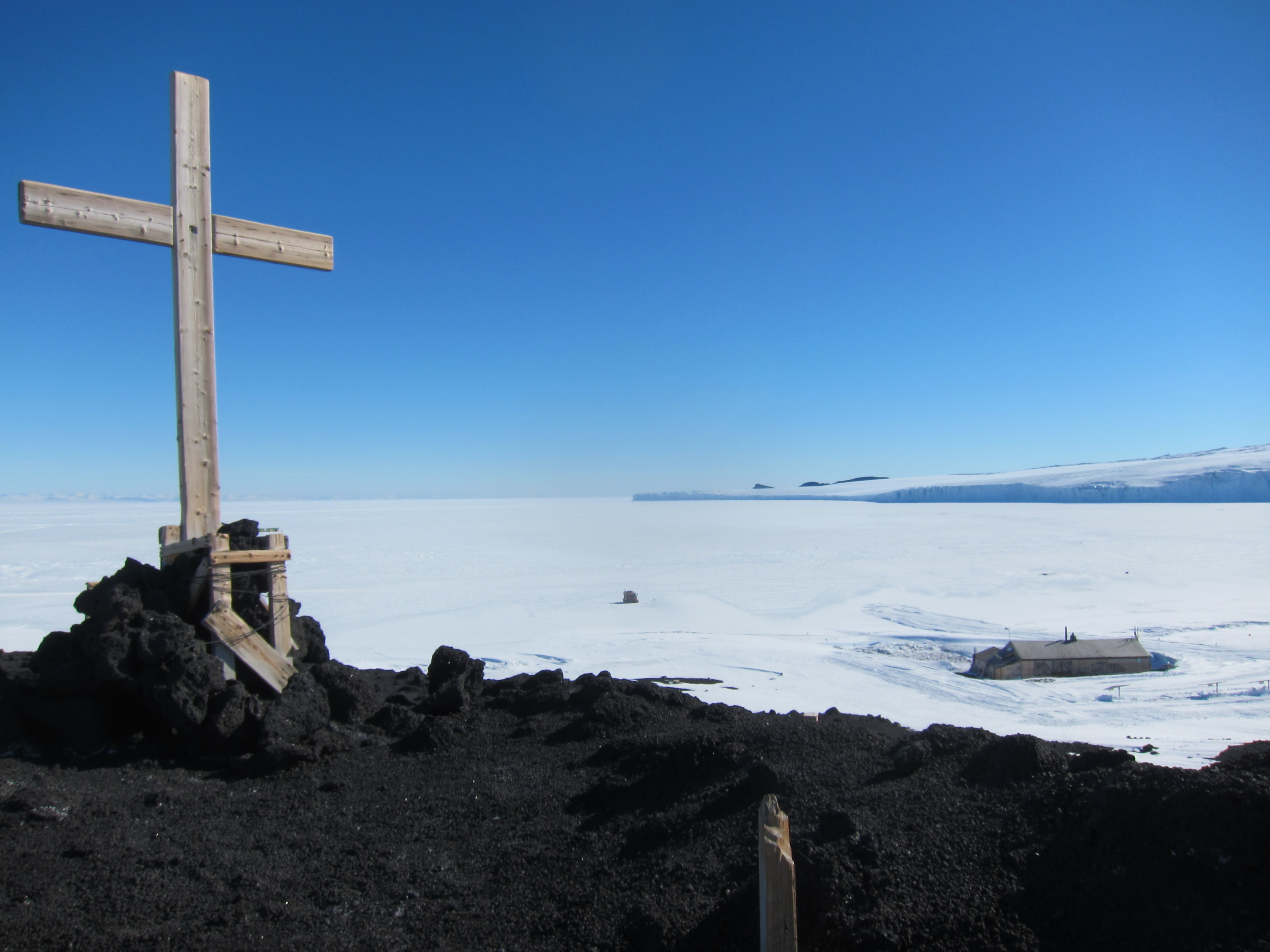
Croix commémorative pour les morts du « groupe de la mer de Ross » au cap Evans.

Les camps de base des expéditions Discovery et Terra Nova existent toujours, protégés par l'Antarctic Heritage Trust et le gouvernement de Nouvelle-Zélande. Au cap Evans, une inscription de Richards sur le mur près de sa couchette dresse une liste des noms des hommes qui sont morts dans l'expédition. Elle est encore lisible, mais la détérioration générale des abris suscite des inquiétudes.
L’Aurora disparaît moins d'un an après son retour final en mer de Ross. Shackleton l'avait vendu pour 10 000 £, et son nouveau rôle était de devenir vraquier de charbon entre l'Australie et l'Amérique du Sud. Le navire est porté disparu le 2 janvier 1918, probablement pris dans les tourments de la Première Guerre mondiale. Parmi les disparus, se trouve James Paton, le bosco du navire. Ernest Wild est lui aussi victime de la guerre : engagé dans la Royal Navy en Méditerranée, il meurt le 10 mars 1918 de la fièvre typhoïde à Malte.
Le 4 juillet 1923, Ernest Joyce et Richard W. Richards reçoivent la médaille Albert décernée par le roi George V pour leur bravoure et les efforts déployés à sauver les membres de l'équipe. Ernest Wild et Victor Hayward reçoivent la même décoration à titre posthume. Plusieurs survivants poursuivent de longues et brillantes carrières à l'exemple du jeune opérateur radio, Lionel Hooke, qui rejoint l'Amalgamated Wireless (Australasia) et s'illustre par la suite grâce à de nombreuses innovations technologiques. Il devient directeur exécutif de l'entreprise en 1945, puis accède à sa présidence en 1962, après avoir été anobli en 1957 pour services rendus à l'industrie. Parmi les quatre chiens qui survivent à la longue marche, l'un est tué par ses congénères peu avant le sauvetage du groupe. Les trois autres (Oscar, Gunner et Towser), sont placés au zoo de Wellington où Oscar aurait vécu jusqu'à l'âge de 25 ans. 
Richards, le dernier survivant du groupe et plus largement de l'âge héroïque de l'exploration en Antarctique, déclare vers la fin de sa vie qu'il n'éprouve aucun regret et que pour lui, l'exploit du « groupe de la mer de Ross » n'a rien de futile. Il estime plutôt que cette aventure témoigne de la force de la volonté humaine, et qu'il n'y a jamais rien d'inutile dans le fait de mener un pareil projet à son terme.